# A Man and a Woman (альбом Айзека Хейза и Дайон Уорвик)
| Оценки критиков                   | Оценки критиков |
| Источник                          | Оценка          |
| --------------------------------- | --------------- |
| AllMusic                          | [ 1 ]           |
| The Encyclopedia of Popular Music | [ 2 ]           |
| The Rolling Stone Album Guide     | [ 3 ]           |

A Man and a Woman — концертный дуэтный альбом американских певцов Айзека Хейза и Дайон Уорвик, выпущенный в 1977 году лейблом ABC Records. Альбом был записан во время одного из концертов совместного тура артистов в 1976 году в концертном зале Fox. Он также вошёл в двадцатку лучших в соул-чарте Billboard.

## Список композиций
Сторона A
1. «Unity» (Кеннет Гэмбл, Леон Хафф) — 7:08
2. Medley — 7:34
  - «I Just Don’t Know What to Do with Myself» (Берт Бакарак, Хэл Дэвид)
  - «Walk On By» (Берт Бакарак, Хэл Дэвид)
3. «My Love» (Пол Маккартни, Линда Маккартни) — 4:42

Сторона B
1. Medley — 14:29
  - «The Way I Want to Touch You» (Тони Теннилл)
  - «Have You Never Been Mellow» (Джон Фаррар)
  - «Love Will Keep Us Together» (Говард Гринфилд, Нил Седака)
  - «I Love Music» (Кеннет Гэмбл, Леон Хафф)
  - «This Will Be (An Everlasting Love)» (Чак Джексон, арвин Янси)
  - «That’s the Way I Like It» (Гарри Уэйн Кейси, Ричард Финч)
  - «Get Down Tonight» (Гарри Уэйн Кейси, Ричард Финч)
2. Medley — 4:33
  - «By the Time I Get to Phoenix» (Джимми Уэбб)
  - «I Say a Little Prayer» (Берт Бакарак, Хэл Дэвид)

Сторона C
1. «Then Came You» (Филипп Т. Пью, Шерман Маршалл) — 2:51
2. Medley — 8:42
  - «Feelings» (Моррис Альберт)
  - «My Eyes Adored You» (Боб Крю, Кенни Нолан)
3. «Body Language» (Айзек Хейз) — 6:46

Сторона D
1. «Can’t Hide Love» (Скип Скарбороу) — 4:42
2. «Come Live with Me» (Айзек Хейз) — 5:16
3. «Once You Hit the Road» (Чарльз Симмонс, Джозеф Джефферсон) — 2:58
4. «Chocolate Chip» (Айзек Хейз) — 8:56

## Чарты
| Чарт (1977)                         | Высшая позиция |
| ----------------------------------- | -------------- |
| Австралия (Kent Music Report)       | 66             |
| Канада (RPM Top 100 Albums)         | 71             |
| США (Billboard Top LPs & Tape)      | 49             |
| США (Billboard Soul LPs)            | 20             |
| США (Cash Box Top 100 Albums)       | 88             |
| США (Cash Box Top 75 R&B Albums)    | 31             |
| США (Record World The Album Chart)  | 101            |
| США (Record World The R&B LP Chart) | 14             |